# Sopo Batu
Sopo Batu is een bestuurslaag in het regentschap Mandailing Natal van de provincie Noord-Sumatra, Indonesië. Sopo Batu telt 559 inwoners (volkstelling 2010).